# Place d'Armes (Luxembourg)
Pour les articles homonymes, voir Place d'armes.
La place d'Armes (luxembourgeois : Plëss ou Plëss d'Arem) est une place dans la ville de Luxembourg, la capitale du Grand-Duché de Luxembourg.
La Place fait partie de la zone piétonne et est bordée de cafés et restaurants, est le lieu de rencontre préféré des jeunes et moins jeunes, des gens du pays ainsi que des visiteurs[réf. nécessaire].
L'aménagement de l'actuelle Place d'Armes, appelée le “salon de la ville” dans le langage populaire, fut entamé par Sébastien van Noyen d'Utrecht et achevé en 1671 sous le gouverneur Jean Charles de Landas. Les troupes françaises de Louis XIV plantèrent des tilleuls, firent paver le carré et s'en servirent en tant que place d'armes.
Aujourd'hui, grâce au kiosque, elle prête son cadre pour des concerts publics et le Marché de Noël.
Le Cercle Municipal, dénommé aujourd'hui Cercle Cité, se situe aussi à la Place d'Armes. De 2006 à 2011, des travaux de rénovation, restauration et d'améliorations techniques ont permis au Cercle d'être transformé en Centre de Congrès et d'Expositions.

## Situation et accès
Elle est située au centre de la vieille ville dans le quartier de la Ville-Haute et constitue un point attractif pour la population locale et les visiteurs. Son objectif historique était de servir comme lieu de parade aux troupes défendant la ville.

## Origine du nom
Situé généralement au centre d'une fortification, une place d'armes est le lieu de rassemblement d'une petite troupe et un espace central accueillant les cérémonies importantes de la vie militaire.

## Bâtiments remarquables et lieux de mémoire

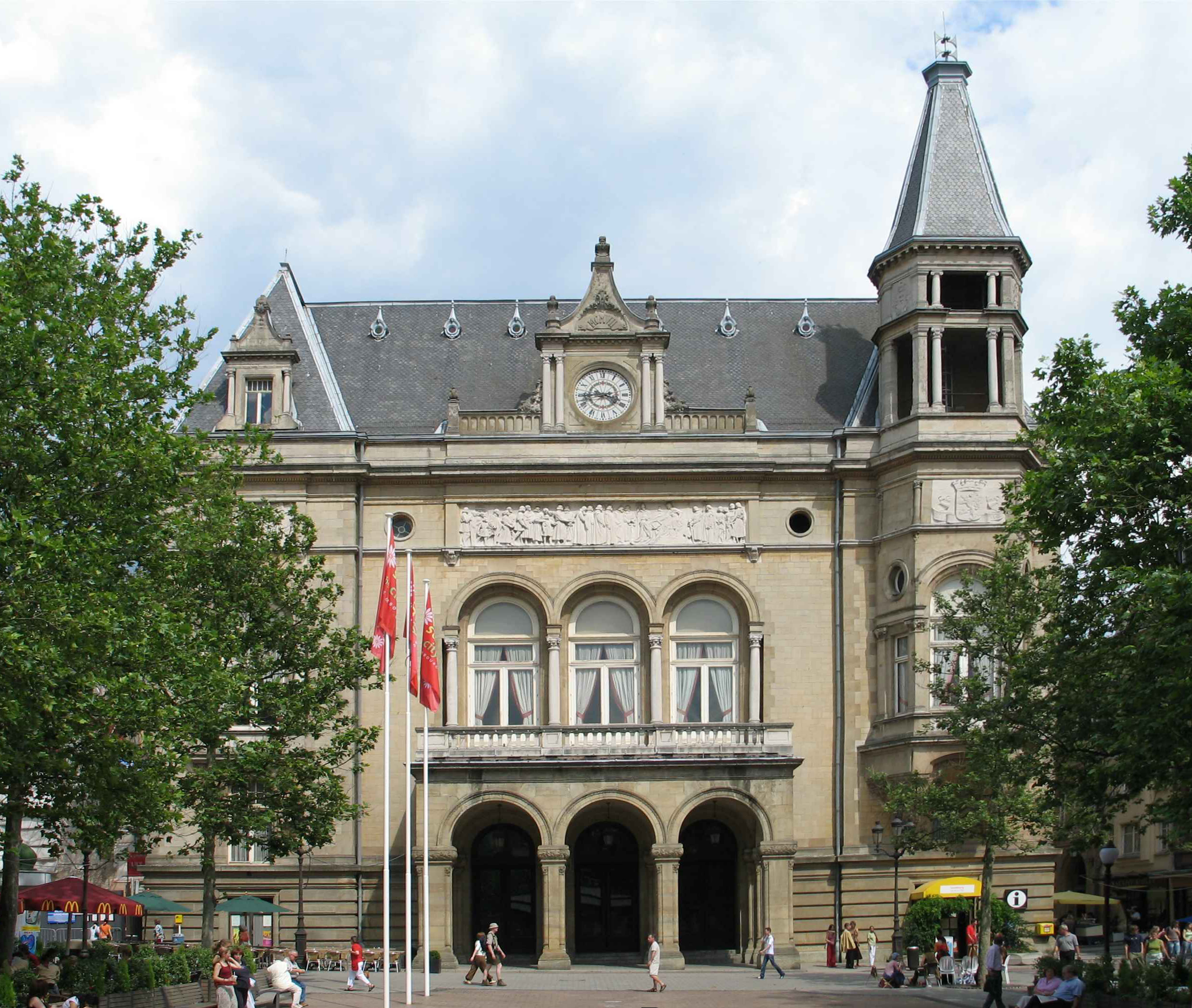
Cercle municipal de la ville de Luxembourg.
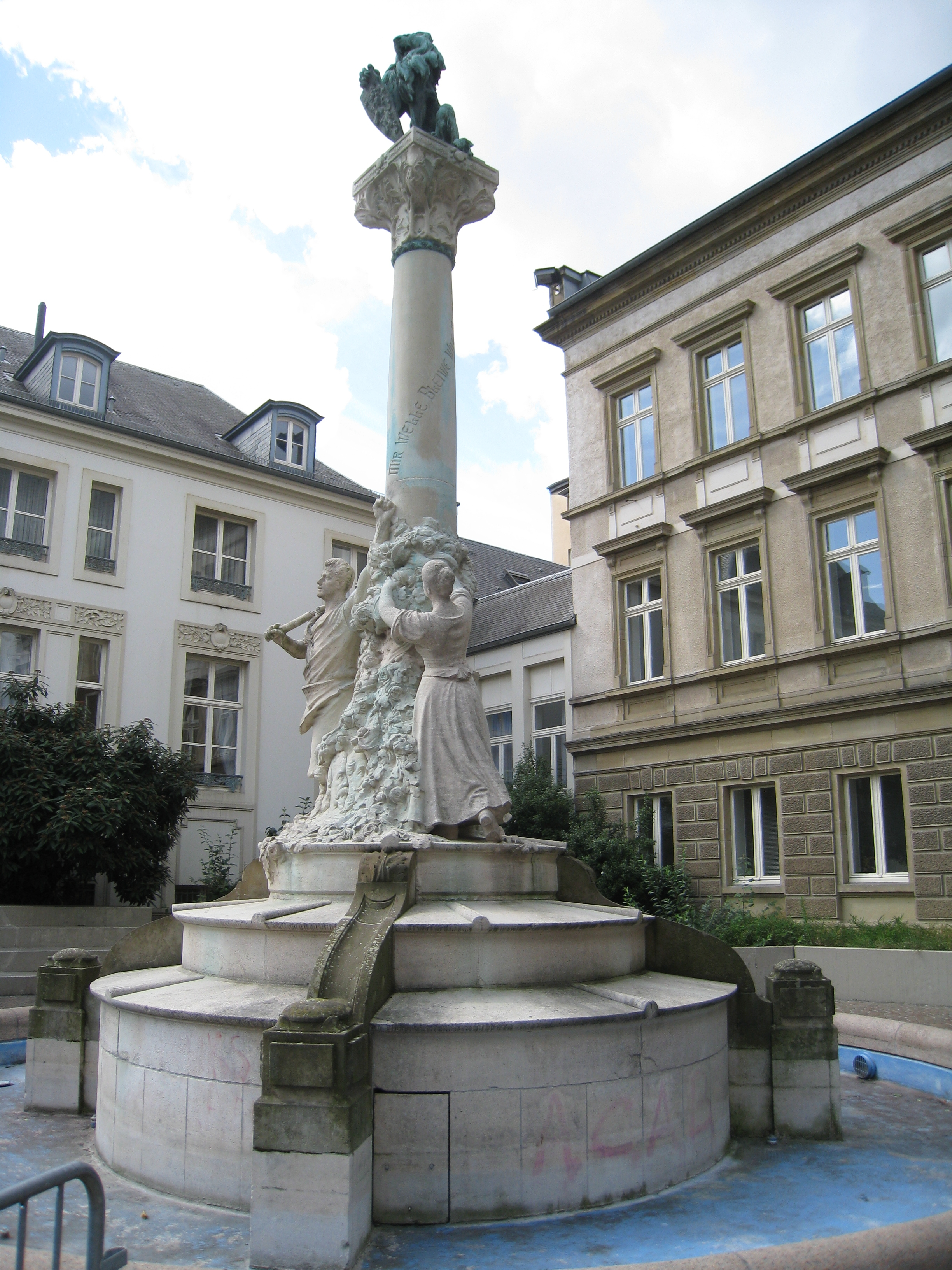
Monument dédié aux poètes Dicks et Michel Lentz.
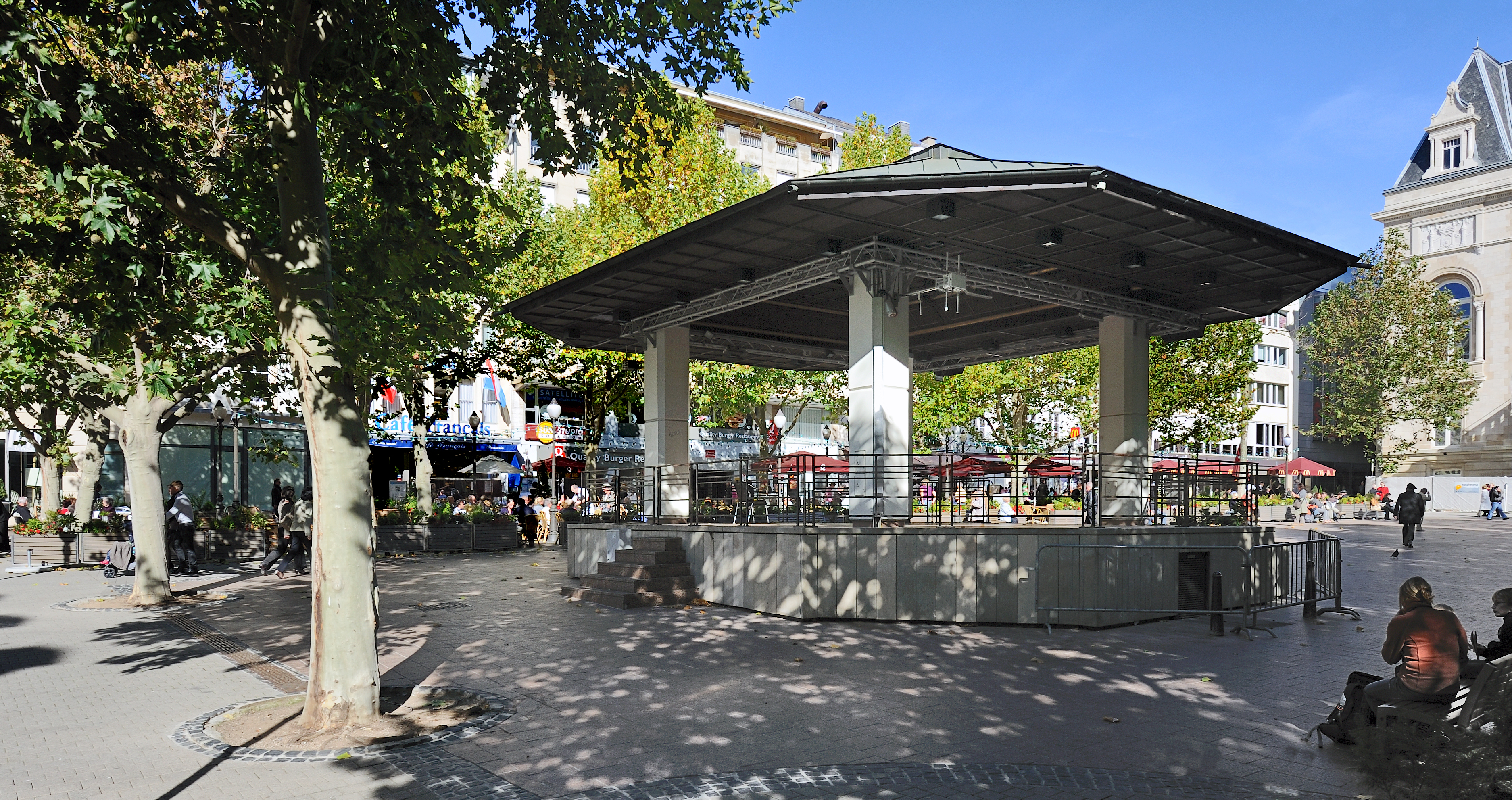
Le kiosque à musique.
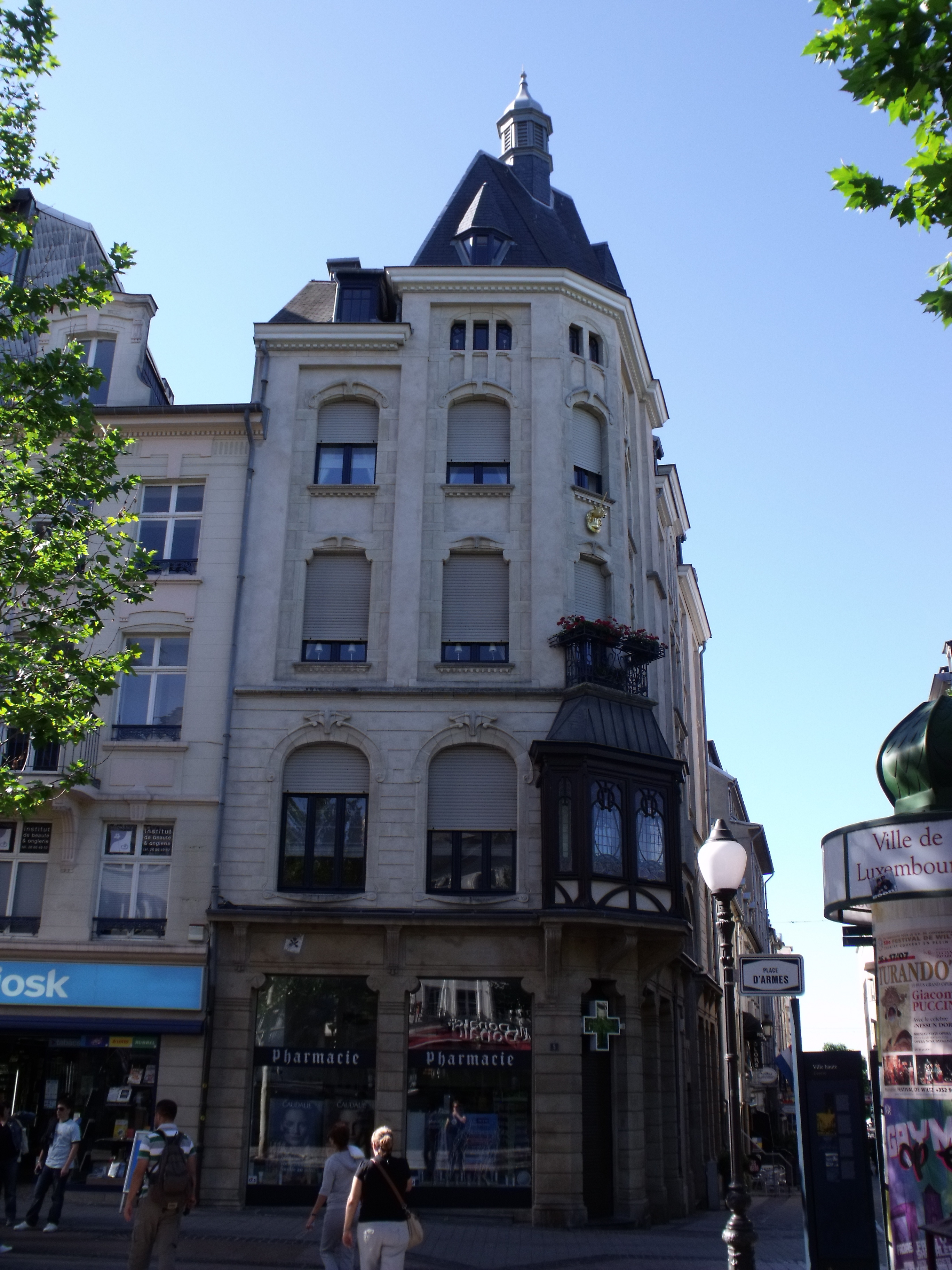
Un immeuble de la place d'Armes.
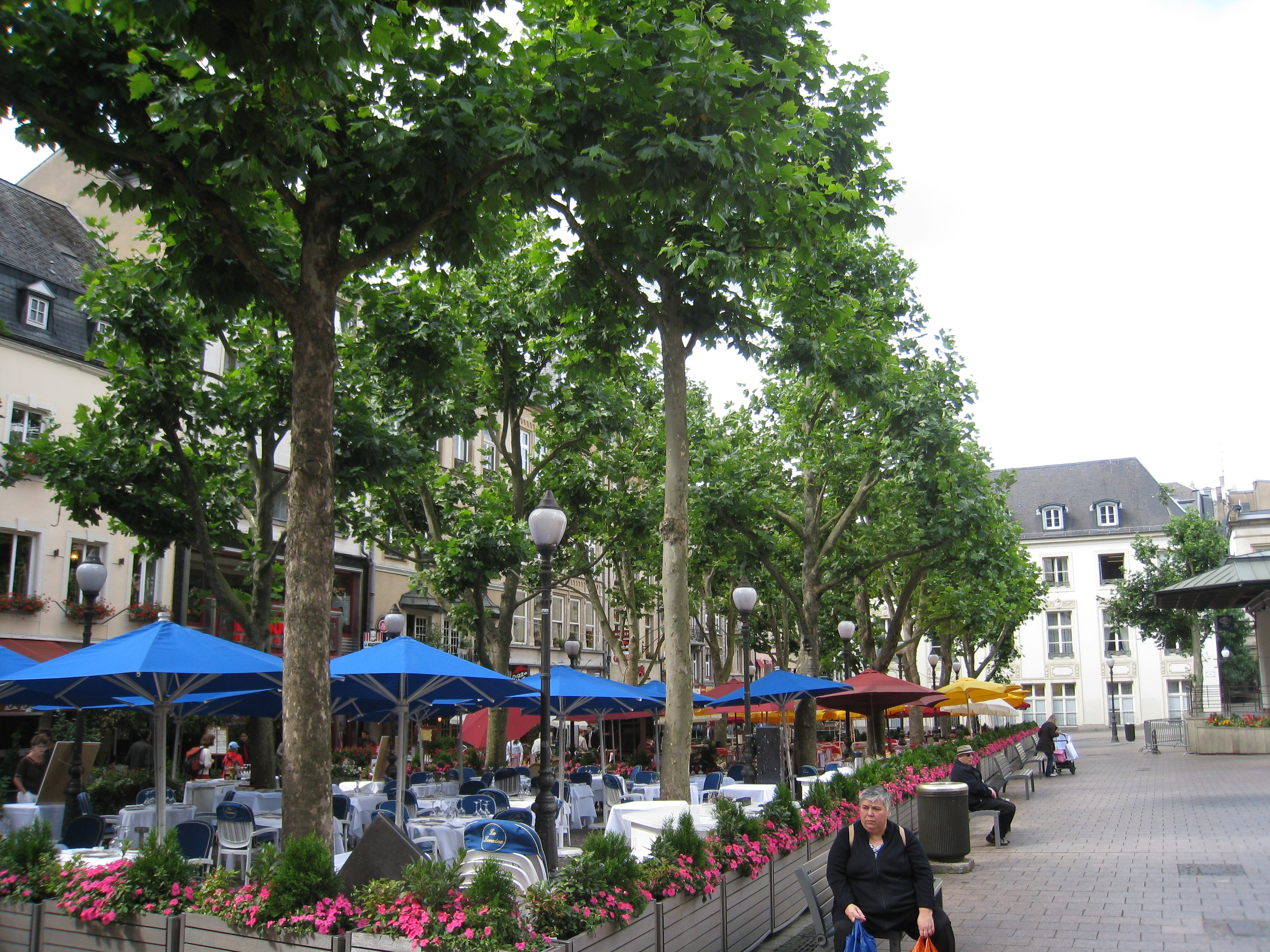
Terrasses.